# Taras Michailowitsch Myskiw
Taras Michailowitsch Myskiw (russisch Тарас Михайлович Мыськив, englische Transkription: Taras Myskiv; * 7. Februar 1996 in Moskau) ist ein russischer Beachvolleyballspieler.

## Karriere
Myskiw spielte von 2014 bis 2017 mit verschiedenen Partnern auf nationalen und europäischen Turnieren. Bei der U21-Weltmeisterschaft 2016 in Luzern belegte er zusammen mit Maxim Siwolap den fünften Platz. Im März 2018 wurde er an der Seite von Ruslan Dajanow nach einem Sieg im Endspiel gegen das deutsche Duo Paul Becker / Jonas Schröder Europameister im Snowvolleyball. Mit Alexander Kramarenko, Pëtr Bahnar und Iwan Golowin hatte Myskiw einige Top-Ten-Ergebnisse bei 1- und 2-Sterne Turnieren der FIVB World Tour.
Ab August 2018 startete Myskiw mit Waleryj Samodai. Auf der  World Tour gewannen Myskiw/Samodai die 1-Stern-Turniere in Ljubljana und in Vaduz. Beim 3-Sterne Turnier in Qinzhou wurden sie Zweite. Seit Mai 2019 spielte Myskiw zusammen mit Nikita Ljamin. Nach zwei fünften Plätzen bei den 4-Sterne-Turnieren in Jinjiang und in Warschau qualifizierten sich die beiden Russen für die Weltmeisterschaft in Hamburg, bei der sie Platz neun erreichten. Danach folgte ein weiterer fünfter Platz in Moskau. Bei der Europameisterschaft 2020 in Jūrmala wurden Ljamin/Myskiw Vierte. Nach durchwachsenen Ergebnissen auf der World Tour 2021 erreichten sie beim 4-Sterne-Turnier in Gstaad Platz vier.